# الون فريدمان
الون فريدمان هو عالم أعصاب إسرائيلي، ولد في 9 أكتوبر 1964.